# Erzbistum Aix
Das Erzbistum Aix (-Arles-Embrun) (lat.: Archidioecesis Aquensis in Gallia (-Arelatensis-Ebrodunensis))  ist ein Erzbistum der römisch-katholischen Kirche in Frankreich  mit Sitz in Aix-en-Provence. Bischofskirche ist die Kathedrale Saint-Sauveur in Aix-en-Provence. Das heutige Diözesangebiet entspricht dem Département Bouches-du-Rhône mit Ausnahme des Arrondissements Marseille (Erzbistum Marseille).

## Geschichte
Das Bistum wurde schon im 1. Jahrhundert begründet und im 5. Jahrhundert zum Metropolitanbistum erhoben. Nach der Säkularisation am 6. Oktober 1822 wechselte es seinen Namen auf die heutige Bezeichnung, womit es die inkorporierten Diözesen (Erzbistum Arles und Erzbistum Embrun) seines Provinzial- und Diözesangebietes aufgriff.
Im Zuge einer umfassenden Neuordnung der französischen Bistümer verlor Aix am 16. Dezember 2002 seinen Status als Metropolitansitz und damit seine Suffragansitze. Seitdem ist es, immer noch im Range eines Erzbistums, Teil der Kirchenprovinz Marseille.
Gliederung der Kirchenprovinz Aix am Vorabend des Konkordats von 1801:
- Erzbistum Aix

1. Bistum Apt
2. Bistum Fréjus
3. Bistum Gap
4. Bistum Riez
5. Bistum Sisteron

Gliederung der Kirchenprovinz Aix zwischen bourbonischer Restitution und 2002:
- Erzbistum Aix

1. Bistum Ajaccio
2. Bistum Digne
3. Bistum Fréjus-Toulon
4. Bistum Gap
5. Bistum Nizza (seit 1860)

## Siehe auch

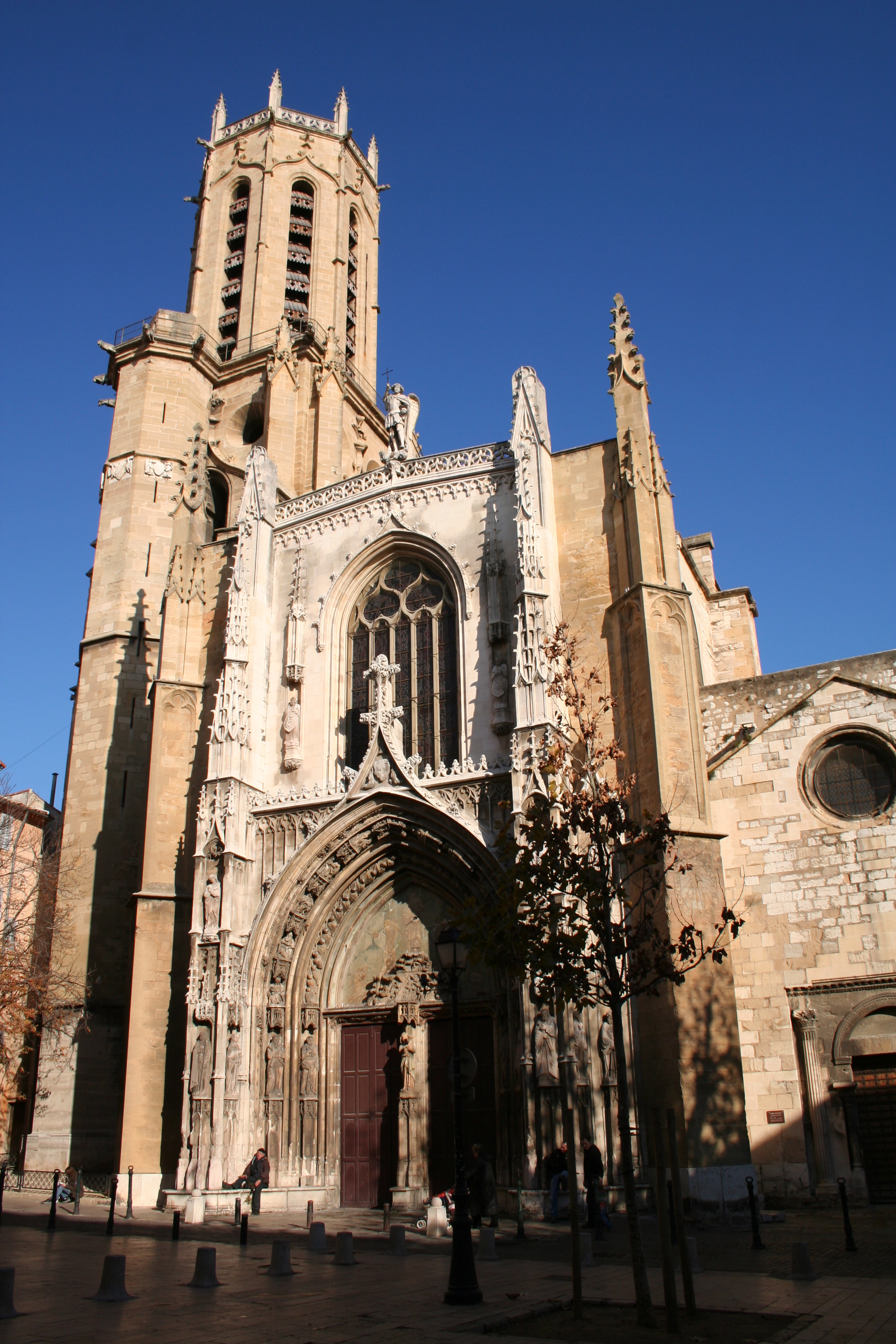
Die Kathedrale von Aix